# Palau Nou de Potsdam
El Palau Nou (en alemany: Neues Palais) és un palau situat a la part occidental del complex reial de Sanssouci a Potsdam, Alemanya. L'edifici s'inicià l'any 1763, després del final de la Guerra dels Set Anys, durant el regnat de Frederic el Gran i fou finalitzat l'any 1769. És considerat l'últim gran palau barroc prussià.